# Tamaki
Pour les articles homonymes, voir Tamaki (homonymie).
Le fleuve Tamaki (en anglais : Tamaki River ou Tamaki Estuary) est malgré son nom, principalement un bras d’estuaire  du golfe de Hauraki, dans la cité d’Auckland dans l’Île du Nord de la Nouvelle-Zélande
.

## Géographie
Il s’étend vers le sud sur 15 km à partir de son embouchure entre la banlieue de Saint Heliers et la longue et étroite péninsule de Bucklands Beach (en), qui atteint son extrémité à Musick Point (en).
La crique s’étend au-delà de la banlieue de Glendowie, Wai o Taiki Bay, Point England (en), Glen Innes, Tamaki, Panmure, et Ōtāhuhu vers l’ouest, et Bucklands Beach (en), Halfmoon Bay, Farm Cove, Sunnyhills et Pakuranga vers l’est.
Il y a plusieurs petits bras affluents qui s’étendent de la crique de Pakuranga et de Otara à l’est et de Panmure Basin (en) à l’ouest.
La crique d’Otahuhu forme la berge est de la partie la plus étroite de l’isthme d’Auckland, qui à ce niveau à moins de 2 km de largeur d’eau au niveau du port de Manukau, une branche de la mer de Tasman.

## Toponymie
Il était à l’origine appelée Te Wai o Taiki, signifiant « l’eau de Taiki ». Le nom de Taiki est le raccourci de Taikehu, le nom d’un ancêtre des Ngai Tai (en).

## Histoire
Portage Road (en) est la localisation de l’une des routes historiques du portage des canoës par-dessus la terre entre deux côtes.
Ici les Maoris pouvaient accoster sur la plage leur wakas (canoës) et les tirer par-dessus la bande de terre pour éviter de faire le tour du cap (en).
Un second chemin de portage était à Karetu et passait entre l’extrémité nord-est du port de Manukau vers une baie tout près du site du nouveau pont au-dessus de l’estuaire du fleuve Tamaki, à environ un km au sud de Panmure basin (en).
Le portage faisait de ce secteur une zone d’importance stratégique immense tant à la période pré-européenne que durant les premières années de l’occupation européenne.
En 1865, l’estuaire fut franchi par un pont en métal tournant au niveau de Panmure, pour améliorer la connexion entre Auckland et la banlieue d’Howick.
La localisation est à 20 m à gauche du bord gauche du pont de Panmure, qui est montré sur la photo. La base circulaire du pivot ne fut retirée qu’en 1980 à partir de la berge sud.
Les pierres et le métal avaient été importées d’Australie reflétant la nature toujours très basique de la construction industrielle dans cette jeune colonie.
En 1890, l’embouchure du fleuve fut utilisée pour l’ancrage sécurisé de bateaux transportant des explosifs. Un tel bateau, ancré dans l’embouchure de l’estuaire, prit feu et explosa avec des pertes de vies. Après cette explosion, les bateaux furent déplacés dans une zone plus ouverte à l’est de île Browns (ou Motukorea) (en), où ils sont toujours,.
En 1925, un léopard de 6 pieds (1,8288 m), qui s‘était échappé du Zoo d’Auckland, trois semaines plus tôt, a été retrouvé mort dans le fleuve lors d’une partie de pèche dans Karaka Bay.

## Transport
Du fait de son extension nord–sud et de sa position entre Auckland et sa voisine à l’est Manukau City, le fleuve est une barrière naturelle pour le trafic routier car il n’y a que trois ponts pour le traverser avec une circulation intense et croissante, incapable d’assurer les pics du flux aux heures de pointe.
Le projet AMETI (en) (Eastern Busway, Auckland) a dans ses objectifs de faire sauter ce goulot d’étranglement.
Le fleuve Tamaki a aussi une marina et un quai de ferry à Half Moon Bay, d’où partent les ferries de banlieue pour Auckland CBD et les ferries pour voitures/passagers pour l’île Waiheke.
De nombreux yachts y sont aussi amarrés avec une assez bonne protection.
Le chenal du fleuve est balisé par de grosses bouées vertes.
Les navires à fort tirant d'eau doivent rester près des bouées du chenal car, bien que sa profondeur moyenne soit de 20 m il est très étroit à certains endroits.
Du fait de l’importante avancée de sable au niveau de Point England (en), il y a de nombreuses vasières, qui sont complètement recouvertes à marée haute.
La limite de la vitesse sur le fleuve est de 10 km/h.
Les rochers à l’ouest de l’embouchure du fleuve, au niveau de la banlieue de Saint Heliers sont masqués par des barber's pole ou perche de barbier bien distincts.
Les navires de plus de 4 m de tirant d’eau ne doivent pas tenter de franchir l’entrée entre Musick Point et Browns Island.
Le chenal dans ce secteur est marqué par des balises bâbord et tribord distantes d'environ 20 m.
Il se trouve à 500 m au nord-ouest de Musick Point.
De grands lits de moules s’étendent sur 200 m à partir de Browns Island vers l’intérieur du fleuve.